# 太平路
太平路（テピョンノ、テピョンろ）は、ソウル特別市中区にある法定洞である。1街と2街から成る。ソウルの都心部であり、市庁を筆頭に行政・文教施設や商業ビル、ホテルが林立している。

## 概要
中区の西部に位置する法定洞である。世宗大路（旧称：太平路）に沿って南北に伸び、大まかにソウル広場を挟んで北が1街で南が2街である。太平路1街は李氏朝鮮時代における餘慶坊の西学洞・旧西部洞・篩洞と皇華坊の大貞洞に当たる。太平路2街は皇華坊の伏車橋・館井洞・大貞洞、養生坊の生祠洞・七間洞・尚洞、盤石坊の陽洞、会賢坊の美洞に当たる。前身は日本統治下の1914年（大正3年）に行政区画の統廃合によって誕生した「太平町1丁目」および「太平町2丁目」で、日本統治終了後の1946年に改称された。

## 行政洞
太平路の区域は、以下の行政洞の管轄区域内にある。太平路1街は1998年に明洞に編入されるまで独立した行政洞であった。
- 明洞（太平路1街）
- 小公洞（太平路2街）

## 主な施設
- ソウル特別市庁
- ソウル特別市議会庁舎（旧京城府民館）
- ソウル図書館
- ソウル広場
- 徳寿宮
- サムスングループ本館
- ソウル新聞社
- 新韓銀行本店
- エルサルバドル大使館
- 小公洞住民センター

## 交通

### 鉄道
- ソウル交通公社
  - ● ソウル交通公社1号線：市庁駅
  - ● ソウル交通公社2号線：市庁駅

### 道路
- 世宗大路